# Syntormon luchunense
Syntormon luchunense är en tvåvingeart som beskrevs av Yang och Saigusa 2002. Syntormon luchunense ingår i släktet Syntormon och familjen styltflugor.
Artens utbredningsområde är Yunnan (Kina). Inga underarter finns listade i Catalogue of Life.